# Hyperailurictis
Hyperailurictis — викопний рід котів з міоцену Північної Америки. Види Hyperailurictis належать до гради Pseudaelurus і вважаються першими котами в Америці.

## Таксономія

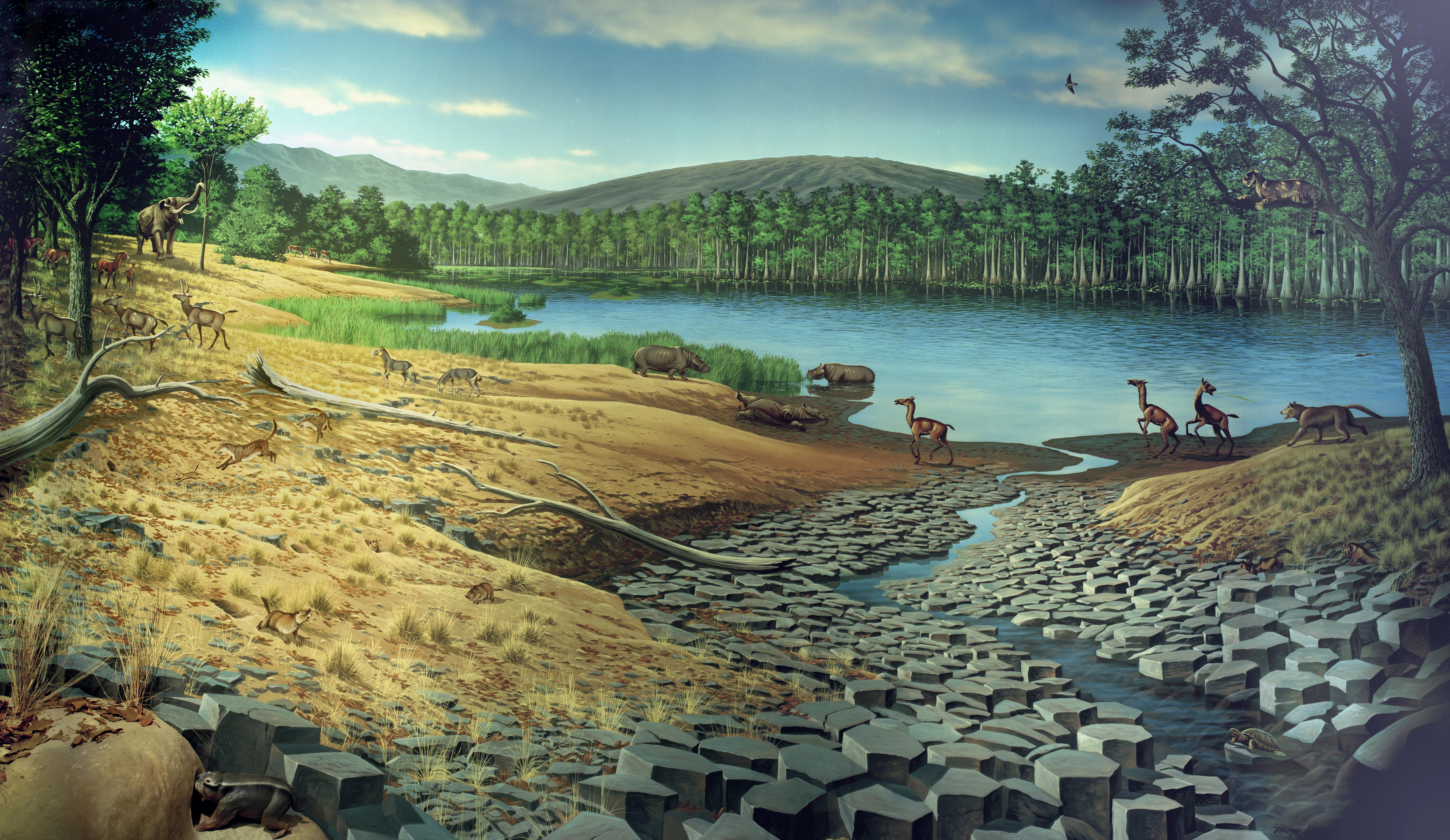
Художня реконструкція фауни маскалла з гіперайлуриктом на дереві у верхньому правому куті

У 1858 році палеонтолог Джозеф Лейді описав новий вид кішок Felis intrepidus на основі фрагментів нижньої щелепи. Пізніше було встановлено, що фрагменти походять з нижньої формації Валентина, що робить їх пізньобарстовськими за віком. У статті 1869 року Лейді переназначив зразки Pseudaelurus як Pseudaelurus intrepidus.
У 1873 році експедиція зібрала ще одну нижню щелепу з нижньої формації Валентайн, яка була описана Торпом у 1922 році як голотип нового виду Pseudaelurus marshi.
У 1934 році Честер Сток приписав п'ять екземплярів Pseudaelurus intrepidus.
У 1948 році Дж. Р. Макдональд описав Pseudaelurus pedionomus на основі значної кількості матеріалу (включаючи значну частину скелета) з ранньокларендонської місцевості в Небрасці. Невдовзі після цього він також описав Pseudaelurus thinobates, більший вид із пізньокларендонського району в Каліфорнії. Однак Девід Кітт видалив Pseudaelurus thinobates з роду, помістивши його замість у Nimravides під час дослідження 1958 року. Згодом огляд роду перепризначив Pseudaelurus pedionomus до нового роду як Nimravides pedionomus.
Дж. Р. Макдональд описав третій вид, Pseudaelurus aeluroides, у 1954 році на основі одного фрагмента нижньої щелепи. Фрагмент був знайдений у нижній місцевості Снейк-Крік і був з раннього барстова. Фрагмент залишився єдиним зразком, віднесеним до Ps. aeluroides, а дослідження ілюстрації та вимірювання фрагмента у 2003 році привели Тома Ротвелла до висновку, що він насправді належав неповнолітньому Ps. marshi.
У 1963 році деякий ранній кларендонський матеріал з Колорадо, в основному фрагменти скелета і всі від однієї особини, був віднесений до роду Pseudaelurus, але визначення виду не було зроблено.
У 1969 році деякий матеріал з гемфілліана Техаського було віднесено до нового виду Pseudaelurus hibbardi. У 2003 році він був перерахований до Nimravides hibbardi.
У 2001 році Том Ротвелл описав скелет пізнішого гемінфорда як Pseudaelurus validus. Скелет був зібраний у 1939 році з місцевості Намбе-Член у Нью-Мексико.
Систематичний огляд роду в 2003 році Томом Ротвеллом номінував новий вид, Pseudaelurus skinneri, і рекомбінував Lynx stouti як Pseudaelurus stouti. Pseudaelurus skinneri був описаний на основі кількох фрагментів щелеп, зібраних з різних пізньохемінгфордських місцевостей у штаті Небраска. Lynx stouti вперше був описаний у 1972 році на основі пізньобарстівського матеріалу, часткового черепа та нижньої щелепи, зібраних у Колорадо. Він також відніс ряд інших зразків, зібраних з ранніх барстівських місцевостей у Небрасці та Нью-Мексико та з пізніх барстівських місцевостей у Нью-Мексико та Колорадо, до Pseudaelurus stouti.
Рід Hyperailurictis був вперше описаний у 1929 році Ketzoi, використовуючи Pseudaelurus intrepidus як типовий вид, запропоновано включати всіх котових гради Pseudaelurus з Північної Америки. Однак пізніші дослідження значною мірою ігнорували це, доки в огляді Felidae у 2010 році знову не підняли цю пропозицію, що призвело до того, що деякі автори, хоча й не всі, визнали родове розділення.

## Опис
Hyperailurictis intrepidus був відносно великим видом, порівнянним за розміром із сучасною пантерою плямистою і за розміром перекривав євразійський Pseudaelurus quadridentatus. H. marshi також був великим видом, але відрізнявся від H. intrepidus через певні особливості нижньої щелепи. H. stouti, який був сучасником цих двох, був, навпаки, дуже малим і струнким. H. validus за розмірами перетинається з H. intrepidus і H. marshi, за розміром подібний до пантери плямистої. Останній вид, H. skinneri, значно менший за H. validus, за розмірами перетинаючись з євразійськими видами Pseudaelurus lorteti, P. cuspidatus та P. guangheensis.